# Кривда (герб)

Кривда (пол. Krzywda) — шляхетський герб сілезького походження, яким користувалися більш, ніж 200 родів Білорусі, України, Литви і Польщі, зокрема: Жевуські, Ксеневичі, Кривди, Лапи, Манюшки, Погоржельські, Сенницькі, Суходольські, Хмари, Чарноцькі.
З'явився, ймовірно, в 16 столітті як варіант герба «Любич»
Відрізняться від гербу Любич, тим що має золоті, а не срібні хрести. 
Один з яких не має одного кінця. Наразі не має однозначної думки, з приводу того чому виникла така відмінність.
Ймовірно, вона є символом "відколу" від гербу Любич, як наслідок якогось протесту, образи чи кривди (Krzywda).

## Опис
У блакитному полі зображення срібної підкови, усередині якої золотий
хрест, на підкові — інший хрест без одного кінця. Клейнод — над верхом з шляхетською короною три страусині пера. 
Але взагалі, в геральдиці: золотий (жовтий) — символ багатства, справедливості, великодушності;  синій (блакитний, блакить) — символ краси, м'якості, величі.
Існують варіанти герба з срібними хрестами, з п'ятьма страусиними перами та інші.

## Роди
Найповніший список родів гербу Кривда створив Тадеуш Гайль в "Польському гербовнику з часів середньовіччя до ХХ століття" (2007 р.), до якого увійшло 111 родів, серед яких:
Антошевич, Антушевич, Августинович
Байковський, Бейдо, Бейд, Богуцький, Богуміл, Богумілл, Богуславський, Борковський, Бялоєзерський
Венґльовський, Венґловський, Врублевський
Галонзковський, Гарлінський, Гаврилкевич, Гаврилкович, Гаврилович, Гілевич, Горлінський, Госький, Гроховський, Гродецький, Гусціло 
Дайновський, Далькевич, Дановський, Дембович, Діновський, Добровольський, Дорожинський, Дуньчевський
Жевуський (Ржевуський, Бейдо-Жевуський), Жнаєдзький
Зазулинський, Зґоржельський, Знамєнцький, Знанецький
Кержковський, Кєшковський, Кишковський, Кобилинський, Коїшевський, Коїшовський, Козіковський, Краснодембський, Крушинський, Ксеневич, Кудрицький, Кудржицький, Кульчицький
Лазевський, Лазенський, Лазинський, Лазовський, Лапа, Лаппа, Листопацький, Листопадзький, Лозинський, Лозовський, Лязовський
Мацьорковський, Мілік, Монюшко, Мучинський
Нагоєвський, Нагойовський, Нагуєвський, Невенґловський
Обниський
Панасевич, Писульський, Плюто, Погоржельський, Полеський, Полевський
Рагневич, Ратинський, Роєк
Санковський, Сантецький, Сантоцький, Саньковський, Свєнціцький (Свенцицький), Сеницький, Сенницький, Сєнковський, Сочицький, Сошинський, Сошицький, Станкевич, Суходольський
Тарасевич, Тарасович, Тржцінський, Тубєлевич, Тубілевич
Хмара, Хмура, Хржонстковський, Хронжстовський
Чарноцький
Шан(ь)ковський, Шаркевич, Шарковський, Шляський
Щубельський